# On hearing the first cuckoo in spring
On hearing the first cuckoo in spring is een compositie van de Brit Frederick Delius. De titel lijkt te wijzen op een toonzetting van een gedicht, maar het is een puur instrumentaal werkje. Het geeft de vreugde weer bij het begin van een nieuwe zomer. Het heeft een internationale achtergrond. Delius vond het werk niet bij Engeland passen en situeerde het in Frankrijk. Hij woonde in Grez-sur-Loing. De muziek is enigszins afkomstig uit Noorwegen, het volksliedje In Ola Valley, In Ola Dale. De Australische componist Percy Grainger bracht de melodie onder de aandacht van Delius. Edvard Grieg gebruikte diezelfde melodie in nummer 14 in zijn Noorse volksliedjes voor piano solo.
De koekoek wordt vertolkt door de klarinet. Het werkje met als tempoaanduiding “slow” ging in première in Leipzig op 23 oktober 1913 onder leiding van Arthur Nikisch en bleef een geliefd werkje van de componist.
Samen met Summer night on the river vormt het Two pieces for small orchestra. H. Balfour Gardiner was als dirigent promotor van het uitvoering van muziek van Britse componisten.
Delius schreef het voor klein orkest:
- 1 dwarsfluit, 1 hobo, 2  klarinetten, 2 fagotten
- 2 hoorns,
- violen, altviolen, celli, contrabassen

## Discografie
Er zijn talloze opnamen van dit miniatuur.